# Товолжан
Товолжан — река в России, протекает в Тербунском и Задонском районах Липецкой области. Устье реки находится в 14 км по левому берегу реки Кобылья Снова. Длина реки составляет 13 км, площадь водосборного бассейна — 57 км².

## Данные водного реестра
По данным государственного водного реестра России, относится к Донскому бассейновому округу, водохозяйственный участок реки — Дон от города Задонск до города Лиски, без рек Воронеж (от истока до Воронежского гидроузла) и Тихая Сосна, речной подбассейн реки — бассейны притоков Дона до впадения Хопра. Речной бассейн реки — Дон (российская часть бассейна).
Код объекта в государственном водном реестре — 05010100812107000002129.

## Населённые пункты от истока к устью
- Ивановка
- Трактор
- Семёновка
- Архангельское
- Грибоедовка